# Ugo Celada da Virgilio
Ugo Celada da Virgilio, nome d'arte di Ugo Celada (Cerese, 25 maggio 1895 – Varese, 26 gennaio 1995), è stato un pittore italiano.

## Biografia
Nasce a Cerese, nel Mantovano. Segnalatosi sin dalla giovanissima età per il suo talento nel disegno, frequenta la Scuola locale di Arti e Mestieri e, grazie a una borsa di studio, riesce a iscriversi all'Accademia di Belle Arti di Brera, dove fu allievo del pittore Cesare Tallone.
Esponendo nel 1920 alla Biennale di Venezia, assume il nome d'arte di Ugo Celada da Virgilio. Tornerà per altre tre volte, nel 1924 , nel 1926 e nel 1936 alla rassegna veneziana. Tra l'altro nel 1926 sarà celebrato dal famoso pittore e critico francese Émile Bernard, l'allora Presidente della Giuria scopritore di Cezanne e Van Gogh, come il maggiore autore italiano.
Avvicinatosi al Novecento, se ne allontanò dopo breve tempo, spostando la sua attività e il suo interesse su ricerche che lo collocano a metà strada tra il Realismo Magico e la Nuova Oggettività, divenendo uno tra i maggiori esponenti della pittura figurativa e del precisionismo, caratterizzandosi per uno stile del tutto anomalo e personale, che lo avvicina per alcuni versi all'opera di Cagnaccio di San Pietro e Antonio Donghi e al coevo Sciltian.
Emarginato dal fascismo, dopo una polemica con l'arte novecentista, vivrà di fatto isolato, dipingendo ritratti della nobiltà e della borghesia milanese sino alla morte.
Flavio Caroli, nel 1985 curò l'introduzione sul catalogo della mostra permanente a Virgilio, all'inaugurazione della stessa, con un saggio critico dove fra l'altro si legge:
(...) Io non negherò che Celada cada talora in un verismo troppo meccanico e stereotipato. Ma quando penso alla misteriosa complessità del suo lunghissimo percorso; quando penso ai segreti baratti con la cultura degli anni Venti o Trenta, in un tempo in cui la pittura italiana fu importante per tutta l'Europa; quando penso che Celada supera in qualità tutti i suoi potenziali, valorizzatissimi emuli tedeschi e francesi; quando penso ai tesori di sapienza artistico-artigianale addentrata nei suoi fagiani o nei suoi peltri; quando penso agli squisiti rintocchi delle sue tende scarlatte sui guanciali bianchi come la neve; quando penso alla pulsazione dei triangoli pubici, e al desiderio che sanno ancora comunicarci; quando penso tutto questo, capisco che Celada come De Chirico diceva di Morandi - "esegue la pittura dei buoni artigiani d'Europa". Quando penso tutto questo, concludo che il nostro artista merita di essere studiato e apprezzato come si fa di tanti grandi e piccoli maestri del passato. Perché di loro è spesso più profondo; più segnato dai crismi della vocazione; più smagliante (....) Flavio Caroli, 1985......(vedi il testo completo anche sul catalogo "Ugo Celada da Virgilio" a cura di Jandi Sapi editori (1997)
Sue opere si trovano presso la Galleria Nazionale d'Arte Moderna e Contemporanea di Roma. Il comune di Borgo Virgilio gli ha dedicato una sezione nel  Museo Virgiliano.